# Бой у Свиного острова
Бой у Свиного острова в 1669 году — сражение на Каспийском море между казаками Степана Разина и персидской флотилией. Крупнейшая русская морская победа в XVII веке.

## Идентификация Свиного острова
О местонахождении Свиного острова нет единого мнения.
В настоящее время так называется остров Сенги Мугань — один из островов Бакинского архипелага — группы островов к югу от Баку.
Однако в источниках прямо указывается на близость острова к Ленкорани.
Возможно «Свиным» казаки называли нынешний остров Сари.

## Предыстория
С 1668 г. на Каспийском море действовал большой (1000—1200 чел.) отряд «воровских» казаков под предводительством Степана Разина.
Господствуя на море, казаки нападали на приморские владения Ирана,
весной следующего года ушли к побережью Туркмении,
а затем вернулись к иранским владениям и обосновались на Свином острове.
Через десять недель пребывания Разина на острове, в июне 1669 г., туда подошли персидское войско и флот. По данным немецкого дипломата в Персии Э. Кемпфера, под командованием Мамед-хана, наместника Астрабада, было 7 тыс. воинов, которые перешли на остров вброд мелководным проливом и встали с другой стороны от казаков.
По русским сведениям, у Мамед-хана было 3700 воинов, включая, помимо персов («кизилбашей»), также наёмных кумыков и кабардинцев.
На состоявшемся общем круге казачья старшина высказывалась за отступление
(к этому, по сообщениям Кемпфера, склонялся и сам Разин), но имевшая большинство голытьба настояла, что было бы стыдно отступать, не решившись на бой.

## Сражение
У казаков, по Кемпферу, было 29 или 30 низкобортных речных стругов, на каждом из которых находилось по 2-3 пушки, что, видимо, является некоторым преувеличением.
По русским сведениям, русские имели 23 судна, в том числе 15 более крупных («морских») стругов. Артиллерия состояла из 20 больших и 20 малых пушек.
У персов, по одним сведениям было 50, по другим — 70 судов (иностранцы называли их бусами, русские — «сандалами») разного размера («целые» и «половинные»), но все более крупные и высокобортные, чем струги. Персидские суда были вооружены более чем 30 орудиями. На части кораблей находились отряды лучников.
Персы соединили свои суда железными цепями, «в надежде захватить их [казаков] всех как бы в сеть, чтобы никто не мог ускользнуть». Это, однако, лишало корабли подвижности и в случае неудачного исхода сражения обрекало на гибель всю флотилию.
Разин стремился выманить флот противника в открытое море, где подвижные казачьи струги имели бы преимущество. Увидев персидские суда, казаки обратились в обманное бегство прочь от острова, притворно плохо управляя своими судами. Персидский флот устремился следом под звуки труб и барабанов. Когда противники достаточно удалились от берега, казаки повернули назад, вступив с персами в жаркую перестрелку, и сосредоточили свой огонь на украшенном большим флагом судне Мамед-хана. Опытный пушкарь на струге Разина поразил вражеский флагман из пушки специальным зажигательным снарядом, наполненном хлопком и нефтью. На бусе вспыхнул пожар, потом взорвался запас пороха, разрушив часть судна. Мамед-хан поспешно перешёл на другую бусу. Горящий флагманский корабль стал тонуть, увлекая за собой цепью соседнее судно.
Пользуясь начавшейся среди персов неразберихой, казаки стали обходить и атаковать один за другим их корабли, прицепляясь к ним и поражая персов на высоких палубах с помощью длинных жердей с привязанными пушечными ядрами. Персы отстреливались из ружей и луков, но не могли противостоять казакам. Персидские корабли были захвачены и потоплены. В качестве трофеев русским досталось 33 пушки. Из всего персидского флота уцелело лишь три судна, которые бежали от казаков. На одном из них спасся Мамед-хан,
но его сын Шабын и дочь попали в плен к казакам. Большинство персов погибли, многие сами бросались в море с обречённых судов, чтобы не попасть в руки казаков.
Потери разинцев, по сообщению Кемпфлера, ограничились 50 ранеными. Однако сами казаки утверждали, что потеряли около 500 человек, включая, правда, в это число все свои потери за время похода, в том числе умерших от болезней. В другой своей отписке[кому?] разинцы сообщали, что «побито их, казаков, на Волге и на море с 200 человек».

## Последующие события
В Иране поражение Мамед-хана объясняли тем, что «персы не знали берегов и не были знакомы с особенностями боёв на море, тогда как враг был подготовлен и опытен».
При шахском дворе в связи с этим приняли решение о снаряжении более сильного флота, который должен был быть укомплектован опытными моряками из Бахрейна. Однако прежде чем персы подготовили новые силы, отряд Разина ушёл в конце лета к Астрахани, где казаки «принесли свою вину» русским властям, сдав пленных, морские струги и большие пушки,
и были пропущены на Дон.
В этом сражении (у Свиного острова) в плен к разинцам попали сын и дочь командующего персидским флотом — дочь и была той персидской княжной, которую Степан Разин, впоследствии, как поётся в известной песне «Из-за острова на стрежень…», бросил с корабля в воду.